# Lầu Tứ Phương Vô Sự
Lầu Tứ Phương Vô Sự (chữ Hán: 樓四方無事) là công trình kiến trúc hai tầng, nằm trên đài Bắc Khuyết của Hoàng thành Huế. Lầu Tứ Phương Vô Sự được xây dựng và khánh thành năm 1923 để chuẩn bị cho lễ mừng thọ "Tứ tuần đại khánh tiết" của vua Khải Định vào năm 1924. Sau đó, lầu Tứ Phương Vô Sự trở thành nơi cho nhà vua và hoàng gia hóng mát, cũng là nơi học tập hàng ngày của các vị hoàng tử và công chúa giai đoạn cuối triều Nguyễn.
Lầu Tứ Phương Vô Sự được xây theo phong cách kiến trúc thuộc địa, giao thoa kiến trúc Á - Âu, gồm hai tầng với diện tích lên đến 182m². Đây là công trình kiến trúc có giá trị về lịch sử và văn hóa nghệ thuật của Huế, là một trong những công trình kiến trúc tiêu biểu được xây dựng dưới thời Pháp thuộc, đánh dấu một giai đoạn chuyển tiếp trong lịch sử kiến trúc Việt Nam nửa đầu thế kỷ 20. Sau khi nhà Nguyễn cáo chung năm 1945, chịu tác động khắc nghiệt của thiên nhiên và hai cuộc chiến tranh tàn phá ác liệt, đặc biệt là sự kiện Tết Mậu Thân (1968), lầu bị hư hỏng nặng nề và xuống cấp nghiêm trọng. Tháng 12 năm 2008, dự án trùng tu lầu Tứ Phương Vô Sự được khởi công và khánh thành ngày 6 tháng 10 năm 2010 nhân kỉ niệm đại lễ 1000 năm Thăng Long - Hà Nội, với tổng mức hơn 9,3 tỉ đồng. Tháng 5 năm 2011, dư luận xôn xao việc lầu bị biến thành quán cà phê, trong một thỏa thuận phối hợp tổ chức phục vụ dịch vụ giải khát giữa Trung tâm Bảo tồn di tích Cố đô Huế với người kinh doanh giải khát bên ngoài. Sau đó, tấm biển quảng cáo dịch vụ đã phải gỡ bỏ, nhưng quán vẫn tiếp tục hoạt động.

## Vị trí và kiến trúc

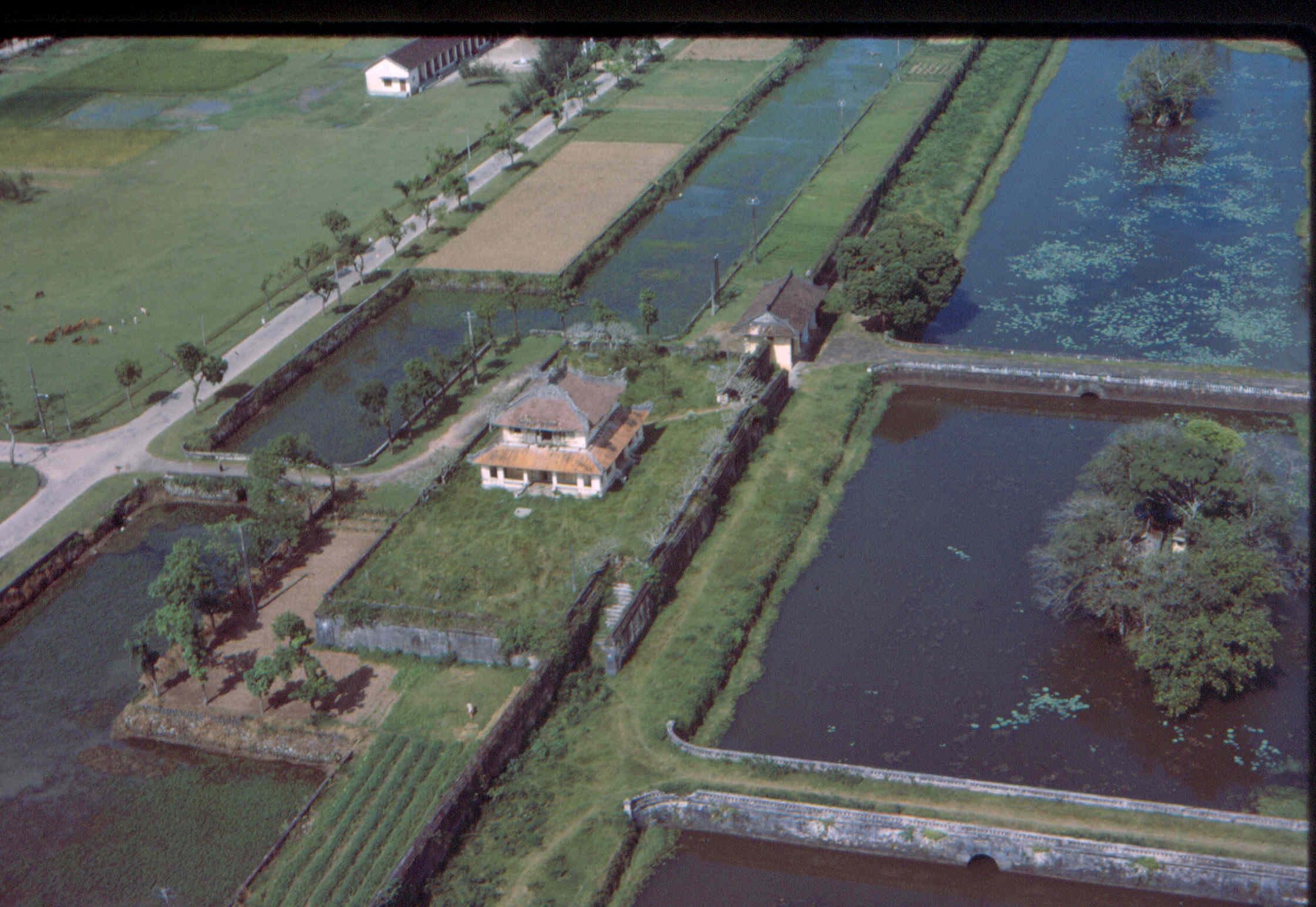
Lầu Tứ Phương Vô Sự năm 1964

### Vị trí
Lầu Tứ Phương Vô Sự nằm trên nền đài Bắc Khuyết của Hoàng thành Huế, gần với cửa Hòa Bình - cửa bắc Hoàng thành. Tòa lầu cũng nằm trên trục "thần đạo" tây bắc - đông nam của Hoàng thành, nối thông các công trình quan trọng nhất Đại Nội. Trục này chạy từ Ngọ Môn qua điện Thái Hòa, điện Cần Chánh, điện Càn Thành, cung Khôn Thái, điện Kiến Trung thẳng đến lầu Tứ Phương Vô Sự. Đây đều là những cung điện chỉ dành riêng cho hoàng đế và hoàng hậu nhà Nguyễn. 

### Kiến trúc
Đài Bắc Khuyết nằm ở chính giữa tường thành phía bắc của Hoàng thành, lồi ra phía ngoài theo hình quai vạc, bình diện hình chữ nhật có kích thước 64,6m x 28,5m, diện tích hơn 1800m². Lầu Tứ Phương Vô Sự được xây gần như hình vuông (kích thước 14m x 13m), ở vị trí trung tâm của đài, diện tích mặt nền 182m². Hai bên đông và tây lầu đều có vườn hoa kiểu mới, nhưng bồn hoa vẫn đắp hình con rùa để tượng trưng cho phía bắc.
Lầu Tứ Phương Vô Sự gồm hai tầng, được xây theo kiến trúc thuộc địa, sản phẩm giao thoa kiến trúc Á - Âu ở Việt Nam đương thời. Nền, tường, kĩ thuật xây dựng đều mang phong cách châu Âu. Công trình xây hoàn toàn bằng gạch và xi măng, bốn mặt của hai tầng đều mở 2 cửa sổ và 1 cửa đi, tầng trên làm ban công vòng quanh, tầng dưới thì làm hàng hiên. Còn mái và họa tiết trang trí lại đậm nét kiến trúc Á Đông với hình mặt trời ở giữa, hai con rồng chầu hai bên theo kiểu hồi long trên nóc, bốn bờ quyết đắp nổi hình rồng.

## Lịch sử

### Nửa thế kỉ Tứ Phương Vô Sự

Lầu Tứ Phương Vô Sự khi còn nguyên vẹn trong 45 năm tồn tại (1923-1968)

Trước khi lầu Tứ Phương Vô Sự được xây dựng, ở vị trí tòa lầu hiện giờ tồn tại một ngôi đình mang tên Tứ Thông, dựng vào năm 1804 đời vua Gia Long với chức năng là điếm canh của cấm quân ứng trực, bảo vệ Hoàng thành. Ngôi đình này đã được sửa chữa vào năm 1830, 1833 đời Minh Mạng rồi bị triệt giải đời vua Đồng Khánh vì xuống cấp. Năm 1923 đời vua Khải Định, một năm trước lễ "Tứ tuần khánh tiết", nhà vua cho xây lầu Tứ Phương Vô Sự
Vua Khải Định lên ngôi khi nhà Nguyễn chỉ còn quyền lực trên danh nghĩa, ông say sưa với việc xây dựng cung điện, dinh thự, lăng tẩm cho bản thân hơn là quản lý xứ Trung Kỳ thuộc Pháp. Ông đã tạo nên bộ mặt mới của Đại Nội bằng cách xây dựng một loạt công trình kiến trúc là sản phẩm của giao thoa văn hóa Đông - Tây, thể hiện qua sự xâm nhập của nhiều trường phái kiến trúc (Ấn Độ giáo, Phật giáo, Roman, Gothic, Neo-classique...), khác biệt lớn với kiến trúc truyền thống Việt Nam. Cùng với việc cửa Hiển Nhơn và Chương Đức của Hoàng thành được xây lại hoàn toàn bằng vôi vữa, gạch vào năm 1923 và 1921; điện Kiến Trung được dựng trên nền lầu Du Cửu thời Duy Tân theo phong cách kiến trúc Tân cổ điển vào năm 1916, tòa phương đình Tứ Thông cũng bị triệt giải để làm chỗ cho công trình mới. Đó chính là tòa Tứ Phương Vô Sự, một tòa lầu 2 tầng theo kiểu kiến trúc thuộc địa. Công trình hoàn thành năm 1923 để chuẩn bị mừng lễ "Tứ tuần đại khánh" của vua Khải Định.

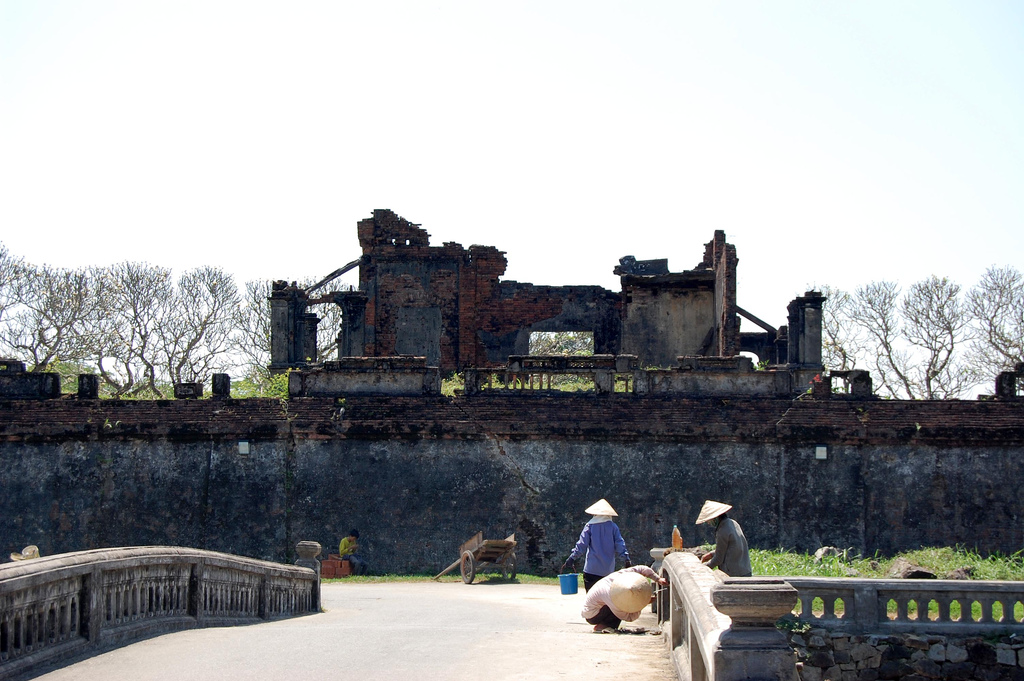
Di tích Tứ Phương Vô Sự lâu trước khi trùng tu

Đây là một công trình kiến trúc có giá trị về mặt lịch sử và văn hóa nghệ thuật, là một trong những công trình kiến trúc tiêu biểu được xây dựng dưới thời bấy giờ, đánh dấu một giai đoạn chuyển tiếp trong lịch sử kiến trúc Việt Nam trong nửa đầu thế kỷ 20. Cái tên Tứ Phương Vô Sự mang nghĩa là bốn phương yên ổn, thể hiện khát vọng đất nước hòa bình của nhà Nguyễn, dù chủ quyền triều đại không còn được bao nhiêu.

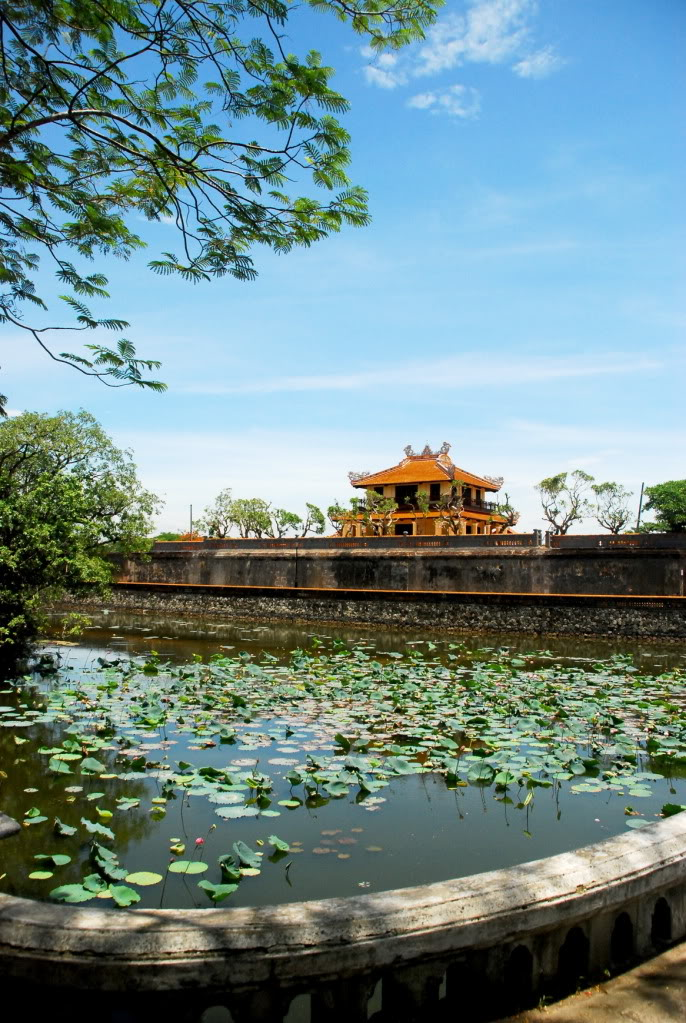
Lầu Tứ Phương Vô Sự sau khi được trùng tu, nhìn từ hồ Nội Kim Thủy sau cửa Hòa Bình

Di tích lầu Tứ Phương Vô sự được ghi nhận là nơi nhà vua và hoàng gia lên hóng mát và ngắm cảnh, cũng là nơi học tập hằng ngày của các hoàng tử và công chúa giai đoạn cuối triều Nguyễn.
Nhưng sau sự cáo chung của nhà Nguyễn vào tháng 8 năm 1945, rồi bao biến động thăng trầm trong hai cuộc chiến tranh đè nặng, lầu Tứ Phương Vô Sự bị hư hỏng và xuồng cấp trầm trọng, nhất là trong sự kiện Tết Mậu Thân năm 1968.
Hệ thống tường thành của đài Bắc Khuyết bị mất ổn định, nguyên nhân chủ yếu do áp lực đất bão hòa nước cùng với tải trọng tăng cường của lầu Tứ Phương Vô Sự: một đoạn tường dài 35m, cao 4,2m, dày 1,3m, nặng khoảng 350 tấn, bị xô lệch so với vị trí ban đầu chỗ xa nhất là 1,3m, chỗ gần nhất từ 0,3m đến 0,5m. Toàn bộ hệ khung gỗ bị mất hoàn toàn, tường nhà tầng dưới bị sụp đổ một mảng nghiêm trọng ở phía bắc, tường nhà tầng trên bị sụp đổ gần hết chỉ còn lại một mảng ở góc Tây Nam, nền nhà bị sụt lún, hư hỏng trầm trọng.

### Trùng tu
Trong quá trình hồi phục các di tích thuộc quần thể di tích Cố đô Huế, lầu Tứ Phương Vô Sự đã được Trung tâm Bảo tồn Di tích cố đô Huế phối hợp với Bảo tàng Lịch sử Việt Nam, Phân viện Khoa học Xây dựng miền Trung nghiên cứu, thám sát khảo cổ học vào năm 2001. Dự án trùng tu lầu nằm trong hạng mục các công trình hướng tới kỉ biệm Đại lễ 1000 năm Thăng Long - Hà Nội của Việt Nam với tổng mức đầu tư lên đến hơn 9,3 tỉ Việt Nam đồng. Khởi công trùng tu vào tháng 12 năm 2008, trong quá trình thi công, các đơn vị tận dụng tối đa vật liệu gốc để tu bổ công trình, khắc phục tình trạng các mảng tường bị nghiêng lún, xô đẩy, biến dạng đưa trở về vị trí gốc ban đầu bằng kĩ thuật kích đẩy và kích nâng mà không phải phá bỏ xây lại.
Sau 20 tháng thi công, ngày 3 tháng 9 năm 2010, công trình được nghiệm thu và chính thức khánh thành vào ngày 6 tháng 10 năm 2010.
Tháng 5 năm 2011, báo chí Việt Nam đưa tin Trung tâm Bảo tồn di tích Cố đô Huế cho mở dịch vụ kinh doanh cà phê trên lầu Tứ Phương Vô Sự. Ngày 20 tháng 5 năm ấy, ba tấm biển quảng cáo "Giải khát Tứ Phương Vô Sự" được treo quanh đài Bắc Khuyết. Ngày hôm sau, ba tấm biển phải gỡ xuống nhưng quán cà phê đã đi vào hoạt động. Ủy ban nhân dân tỉnh Thừa Thiên - Huế cho biết, đây là hình thức bảo tồn di tích thích nghi mà chính chính quyền tỉnh này chủ trương, song dư luận vẫn rất bức xúc, ngỡ ngàng. Hợp đồng khai thác dịch vụ giải khát ở lầu có thời hạn 3 năm, với mức thuê 200.000.000 Việt Nam đồng mỗi năm.

## Chú giải
1. 1 2 3 4 5 6  "Tứ Phương Vô Sự và khát vọng hòa bình".[liên kết hỏng]
2. 1 2 3 4 5 6  "Di tích lầu Tứ Phương Vô Sự ở Cố đô Huế". Bản gốc lưu trữ ngày 12 tháng 10 năm 2010. Truy cập ngày 2 tháng 8 năm 2011.
3. 1 2  "Khải Định - Trung tâm Bảo tồn di tích Cố đô Huế".[liên kết hỏng]
4. 1 2  "Kích đẩy bức tường cổ 100 tấn - Thể thao & Văn hóa".
5. ↑  "Khánh thành lầu Tứ Phương Vô Sự - Tạp chí Kiến trúc".[liên kết hỏng]
6. 1 2 3 4  "Lầu Tứ Phương Vô Sự thành quán cà phê".
7. 1 2  "Chuyện từ quán cà phê ở lầu Tứ Phương Vô Sự".